# 盈隆县
盈隆县，中国唐朝时设置的县。
武德二年（619年）析彭水县置，治所在今重庆市彭水苗族土家族自治县南。属黔州。贞观十年（636年）移治今彭水苗族土家族自治县西南。先天元年（712年）改盈川县。 